# Platine (horlogerie)
Pour les articles homonymes, voir Platine (homonymie).

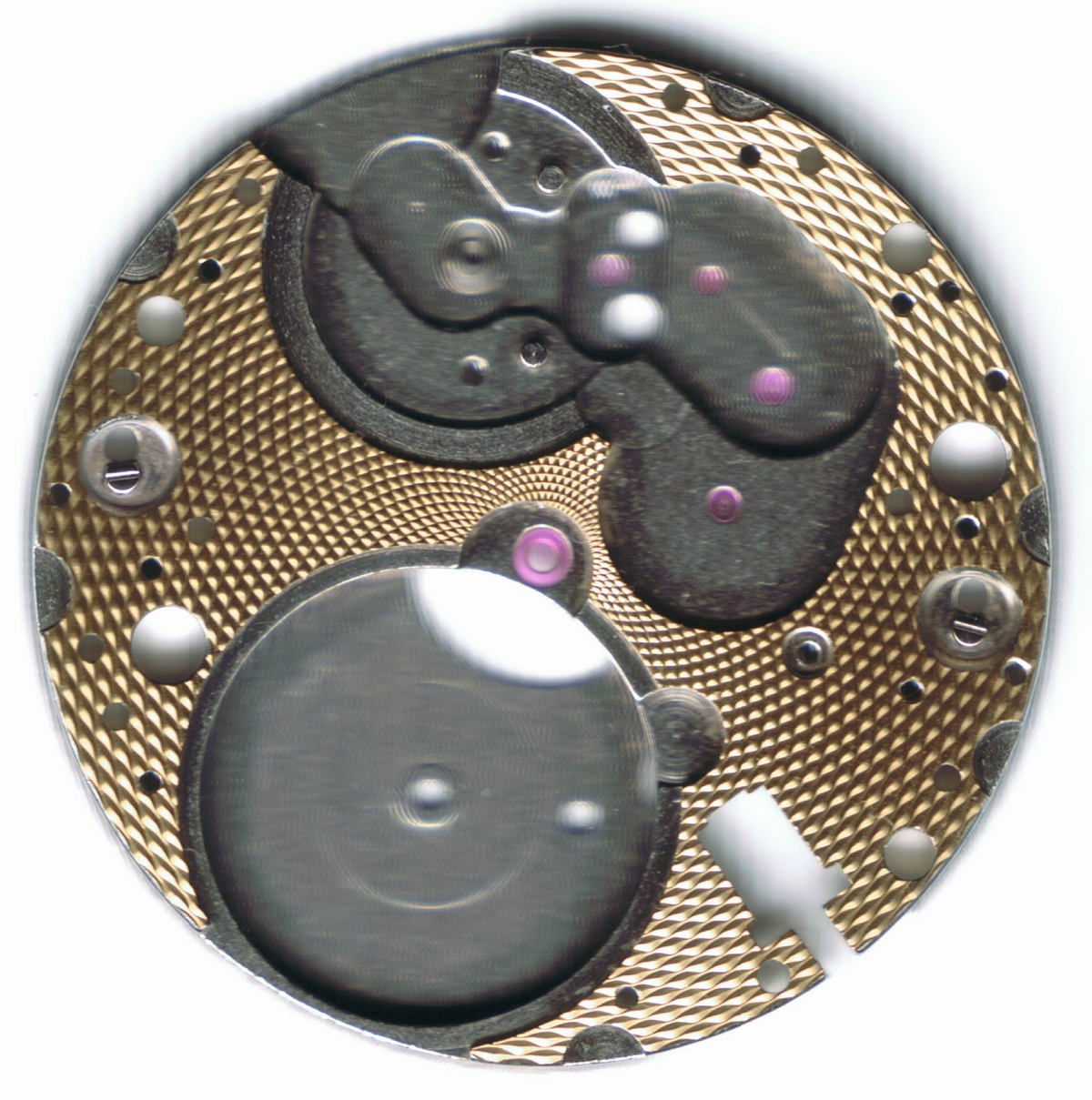
Une platine de montre décorée (guillochage).

La platine est la plaque de base soutenant l'ensemble des composants du mouvement mécanique d'une montre. Elle fait partie de l'ébauche. Normalement en laiton, elle peut être également manufacturée en métal précieux, ou en saphir de synthèse.

## Description
La platine est pourvue 
- des incrustations nécessaires au logement des autres éléments du mouvement ;
- de pas-de-vis nécessaires à la fixation des ponts ;
- d'un trou de centre permettant le passage des pignons fixant les aiguilles ;
- de deux trous permettant la fixation du cadran sur sa partie supérieure ;
- d'un filet latéral sur son pourtour supérieur pour l'ajustage à l'intérieur du boîtier de montre.

## Décoration
En règle générale, la platine et les ponts sont décorés sur leurs deux parties planes. Dans les mouvements haut de gamme, les fonds de noyures et les angles sont également décorés.
Une couche de protection (dorage, chromage) ou une couche sub-micronique de rhodium en complète le traitement et en ennoblit la surface.

## Dimensions
En règle générale, la platine recouvre l'ensemble du diamètre total du mouvement. Certains mouvements sont cependant munis d'une platine partielle. C'était déjà le cas dans les anciens mouvements de montres de poche développés par les marques américaines.